# Liste der Bodendenkmäler in Böhmfeld
Auf dieser Seite sind die Bodendenkmäler in der oberbayerischen Gemeinde Böhmfeld zusammengestellt. Diese Tabelle ist eine Teilliste der Liste der Bodendenkmäler in Bayern. Grundlage ist die Bayerische Denkmalliste, die auf Basis des Bayerischen Denkmalschutzgesetzes vom 1. Oktober 1973 erstmals erstellt wurde und seither durch das Bayerische Landesamt für Denkmalpflege geführt wird. Die folgenden Angaben ersetzen nicht die rechtsverbindliche Auskunft der Denkmalschutzbehörde.

## Bodendenkmäler der Gemeinde Böhmfeld

### Bodendenkmäler in der Gemarkung Böhmfeld
| Lage                  | Objekt                                                                                                | Akten-Nr.     | Bild |
| --------------------- | --- | ------------- | ---- |
| Schelldorf (Standort) | Viereckschanze der jüngeren Latènezeit.                                                               | D-1-7134-0103 |      |
| Böhmfeld (Standort)   | Siedlung der Hallstattzeit.                                                                           | D-1-7134-0168 |      |
| Böhmfeld (Standort)   | Mittelalterliche und frühneuzeitliche Befunde im Bereich der katholischen Pfarrkirche St. Bonifatius. | D-1-7134-0273 |      |
| Böhmfeld (Standort)   | Abschnittsbefestigung vor- und frühgeschichtlicher Zeitstellung.                                      | D-1-7134-0275 |      |
| Böhmfeld (Standort)   | Höhlenstation des Mittelpaläolithikums.                                                               | D-1-7134-0276 |      |
| Böhmfeld (Standort)   | Viereckschanze der jüngeren Latènezeit.                                                               | D-1-7134-0277 |      |
| Böhmfeld (Standort)   | Viereckschanze der jüngeren Latènezeit.                                                               | D-1-7134-0278 |      |
| Böhmfeld (Standort)   | Burgstall des hohen Mittelalters.                                                                     | D-1-7134-0279 |      |
| Böhmfeld (Standort)   | Straße der römischen Kaiserzeit.                                                                      | D-1-7134-0281 |      |
| Böhmfeld (Standort)   | Straße der Römischen Kaiserzeit.                                                                      | D-1-7134-0282 |      |
| Böhmfeld (Standort)   | Siedlung vor- und frühgeschichtlicher Zeitstellung.                                                   | D-1-7134-0405 |      |
| Böhmfeld (Standort)   | Siedlung vor- und frühgeschichtlicher Zeitstellung.                                                   | D-1-7134-0406 |      |
| Böhmfeld (Standort)   | Schlagplatz des Paläolithikums.                                                                       | D-1-7134-0407 |      |
| Böhmfeld (Standort)   | Schlagplätze des Paläolithikums.                                                                      | D-1-7134-0408 |      |
| Böhmfeld (Standort)   | Abristation vor- und frühgeschichtlicher Zeitstellung.                                                | D-1-7134-0409 |      |